# Hinterer Plattenkogel
Le Hinterer Plattenkogel est une montagne qui s’élève à 2 741 m d’altitude dans les Hohe Tauern, en Autriche.